# The 50 Greatest Cartoons
The 50 Greatest Cartoons: As Selected by 1,000 Animation Professionals es un libro de 1994 escrito por el historiador de la animación Jerry Beck, quien compiló una lista de los "50 mejores dibujos animados de la historia" basado en los votos de varias personas relacionadas con la animación. 

## Criterio
Cada dibujo animado en la lista debía tener menos de treinta minutos de duración y ser animado de manera tradicional. La lista ha sido criticada por no incluir animación producida fuera de Norteamérica.

## Lista
| Orden | Título                                     | Estudio                       | Año  | Director                          |
| ----- | ------------------------------------------ | ----------------------------- | ---- | --------------------------------- |
| 1     | What's Opera, Doc?                         | Warner Bros.                  | 1957 | Chuck Jones                       |
| 2     | Duck Amuck                                 | Warner Bros.                  | 1953 | Chuck Jones                       |
| 3     | The Band Concert                           | Disney                        | 1935 | Wilfred Jackson                   |
| 4     | Duck Dodgers in the 24½th Century          | Warner Bros.                  | 1953 | Chuck Jones                       |
| 5     | One Froggy Evening                         | Warner Bros.                  | 1956 | Chuck Jones                       |
| 6     | Gertie the Dinosaur                        | Winsor McCay                  | 1914 | Winsor McCay                      |
| 7     | Red Hot Riding Hood                        | MGM                           | 1943 | Tex Avery                         |
| 8     | Porky in Wackyland                         | Warner Bros.                  | 1938 | Bob Clampett                      |
| 9     | Gerald McBoing-Boing                       | UPA                           | 1951 | Robert Cannon                     |
| 10    | King-Size Canary                           | MGM                           | 1947 | Tex Avery                         |
| 11    | Los tres cerditos                          | Disney                        | 1933 | Burton Gillett                    |
| 12    | Rabbit of Seville                          | Warner Bros                   | 1950 | Chuck Jones                       |
| 13    | Steamboat Willie                           | Disney                        | 1928 | Walt Disney and Ub Iwerks         |
| 14    | The Old Mill                               | Disney                        | 1937 | Wilfred Jackson                   |
| 15    | Bad Luck Blackie                           | MGM                           | 1949 | Tex Avery                         |
| 16    | The Great Piggy Bank Robbery               | Warner Bros                   | 1946 | Bob Clampett                      |
| 17    | Popeye the Sailor Meets Sindbad the Sailor | Fleischer                     | 1936 | Dave Fleischer                    |
| 18    | The Skeleton Dance                         | Disney                        | 1929 | Walt Disney                       |
| 19    | Snow White                                 | Fleischer                     | 1933 | Dave Fleischer                    |
| 20    | Minnie the Moocher                         | Fleischer                     | 1932 | Dave Fleischer                    |
| 21    | Coal Black and de Sebben Dwarfs            | Warner Bros                   | 1943 | Bob Clampett                      |
| 22    | Der Fuehrer's Face                         | Disney                        | 1941 | Jack Kinney                       |
| 23    | Little Rural Riding Hood                   | MGM                           | 1949 | Tex Avery                         |
| 24    | The Tell-Tale Heart                        | UPA                           | 1953 | Ted Parmelee                      |
| 25    | The Big Snit                               | National Film Board of Canada | 1983 | Richard Condie                    |
| 26    | Brave Little Tailor                        | Disney                        | 1938 | Bill Roberts                      |
| 27    | Clock Cleaners                             | Disney                        | 1937 | Ben Sharpsteen                    |
| 28    | Northwest Hounded Police                   | MGM                           | 1946 | Tex Avery                         |
| 29    | Toot, Whistle, Plunk and Boom              | Disney                        | 1953 | Ward Kimball y Charles A. Nichols |
| 30    | Rabbit Seasoning                           | Warner Bros                   | 1952 | Chuck Jones                       |
| 31    | The Scarlet Pumpernickel                   | Warner Bros                   | 1950 | Chuck Jones                       |
| 32    | The Cat Came Back                          | National Film Board of Canada | 1988 | Cordell Barker                    |
| 33    | Superman                                   | Paramount                     | 1941 | Dave Fleischer                    |
| 34    | You Ought to Be in Pictures                | Warner Bros                   | 1940 | Friz Freleng                      |
| 35    | Ali Baba Bunny                             | Warner Bros                   | 1957 | Chuck Jones                       |
| 36    | Feed the Kitty                             | Warner Bros                   | 1952 | Chuck Jones                       |
| 37    | Bimbo's Initiation                         | Fleischer                     | 1931 | Dave Fleischer                    |
| 38    | Bambi Meets Godzilla                       | Independent                   | 1969 | Marv Newland                      |
| 39    | Little Red Riding Rabbit                   | Warner Bros                   | 1944 | Friz Freleng                      |
| 40    | Peace on Earth                             | MGM                           | 1939 | Hugh Harman                       |
| 41    | Rooty Toot Toot                            | UPA                           | 1952 | John Hubley                       |
| 42    | The Cat Concerto                           | MGM                           | 1946 | William Hanna y Joseph Barbera    |
| 43    | The Barber of Seville                      | Universal Pictures            | 1944 | James Culhane                     |
| 44    | The Man Who Planted Trees                  | Frédéric Back                 | 1987 | Frédéric Back                     |
| 45    | Book Revue                                 | Warner Bros                   | 1946 | Bob Clampett                      |
| 46    | Quasi at the Quackadero                    | Independent                   | 1975 | Sally Cruikshank                  |
| 47    | Corny Concerto                             | Warner Bros                   | 1943 | Bob Clampett                      |
| 48    | The Unicorn in the Garden                  | UPA                           | 1953 | William T. Hurtz                  |
| 49    | The Dover Boys                             | Warner Bros                   | 1942 | Chuck Jones                       |
| 50    | Felix in Hollywood                         | Paramount                     | 1923 | Otto Messmer                      |

## Nominados
Estos fueron los dibujos animados que recibieron una gran cantidad de votos, pero no los suficientes para estar entre los 50 de la lista; aun así fueron agregados al libro.
- Allegretto (1981)
- Balloonland (1935)
- Baseball Bugs (1946)
- The Big Snooze (1946)
- The Blitz Wolf (1942)
- The Box (1967)
- Bugs Bunny Gets the Boid (1942)
- Bugs Bunny and the Three Bears (1948)
- Crac (1981)
- The Cracked Nut (1941)
- The Crunch Bird (1971)
- Education for Death (1943)
- Ersatz (1961)
- Fast and Furry-ous (1949)
- Ferdinand the Bull (1938)
- Flebus (1957)
- Flowers and Trees (1932)
- Frank Film (1973)
- The Furies (1976)
- Gorilla My Dreams (1948)
- Hair-Raising Hare (1946)
- I Love to Singa (1936)
- Kitty Kornered (1946)
- Koko's Earth Control (1928)
- Little Nemo (1911)
- Lonesome Ghosts (1937)
- Lupo the Butcher (1987)
- Mechanical Monsters (1941)
- Mickey's Service Station (1935)
- Mickey's Trailer (1938)
- Moonbird (1959)
- Mother Goose Goes Hollywood (1938)
- Mouse Cleaning (1948)
- Moving Day (1938)
- Music Land (1935)
- The Old Grey Hare (1944)
- The Old Man of the Mountain (1933)
- Plane Crazy (1928)
- The Pointer (1939)
- Poor Cinderella (1934)
- Rabbit Hood (1950)
- Rhapsody in Rivets (1941)
- Rhapsody Rabbit (1947)
- Popeye the Sailor Meets Ali Baba's Forty Thieves (1937)
- Scaredy Cat (1948)
- Screwball Squirrel (1944)
- Señor Droopy (1949)
- The Street (1976)
- The Sunshine Makers (1935)
- Swing Shift Cinderella (1945)
- A Tale of Two Kitties (1942)
- Thru the Mirror (1936)
- Tweetie Pie (1947)
- When MaGoo Flew (1955)
- Who Killed Cock Robin (1935)
- A Wild Hare (1940)
- Your Face (1987)